# Rhodotarache roseofusca
Rhodotarache roseofusca là một loài bướm đêm trong họ Noctuidae.